# Gustavo Vázquez Lozano
Gustavo Vázquez Lozano (Aguascalientes, 2 de mayo de 1969) es un escritor y editor mexicano. Es autor de cuatro novelas, una colección de cuentos, una novela gráfica y más de 30 títulos de no ficción, en especial 60 años de soledad: La vida de Carlota después del imperio mexicano, 1867-1927, y El Escuadrón 201: La historia de los pilotos mexicanos de la Segunda Guerra Mundial. En 2016 su novela El elefante que sonreía ganó el Certamen Internacional de Literatura Sor Juana Inés de la Cruz. Es miembro del Sistema Nacional de Creadores de Arte.

## Reseña biográfica
Gustavo Vázquez-Lozano nació el 2 de mayo de 1969 en Aguascalientes, México. Cuando tenía 16 años, sus primeros artículos aparecieron en Conecte, revista pionera del rock en México, donde reseñaba álbumes de los Rolling Stones. Contribuyó regularmente. En esta época también publicó cuentos para niños en periódicos locales.
Estudió economía en la Universidad Autónoma de Aguascalientes. Posteriormente continuó su educación en CUNY y en la Universidad de Georgetown.
Tras un paréntesis, retomó su carrera de escritor cuando escribió El león de oro, su primera novela publicada en 1996. A menudo ha citado sus pesadillas como fuente de inspiración. Otras novelas siguieron entre 1998 y 2023.

## Estilo literario
Las novelas de Vázquez-Lozano abordan un misterio. Sus personajes lidian con la desesperación, la monotonía del trabajo, los elementos mágicos, el amor y la traición. Sus historias exploran ciertas pesadillas y obsesiones que se mezclan con la vida cotidiana.  “El elefante que sonreía”, la tragedia de un circo decadente de los años 60, “no trata de la anormalidad o la rareza, sino de esa anormalidad que muestran quienes exacerban sus pasiones hasta un límite peligroso”. “El antiguo enemigo”, que ganó el Premio Nacional de Cuento Beatriz Espejo, trata sobre las últimas horas de vida del presidente Francisco Madero.
Como escritor de no ficción, ha publicado más de 30 libros para un público general sobre historia mundial, especialmente historia estadounidense y mexicana, y sobre relaciones entre México y Estados Unidos. “El Escuadrón 201” sostiene que la modesta participación de México en la Segunda Guerra Mundial a través de su Escuadrón 201 hizo posible las relaciones diplomáticas modernas entre México y Estados Unidos, que hasta entonces habían estado marcadas por la hostilidad.
Ha optado por escribir sobre personajes históricos marginales. En 60 años de soledad: La vida de Carlota después del imperio mexicano refuta la creencia común de que la emperatriz Carlota estaba embarazada cuando salió de México, y la presenta como la creadora de la primera política social del país.El indio Victoriano humaniza y arroja luz sobre la figura histórica de Victoriano Huerta, considerado como el villano supremo en la historia mexicana, brindando información sobre sus conflictos internos, su carácter y sus motivaciones reales.En Los últimos héroes: La historia no contada del Escuadrón 201 afirma que este grupo militar fue convenientemente olvidado por el Estado aunque su triunfo se extendió más allá del ámbito militar a lo diplomático.
Como columnista ha colaborado en varias revistas como Parteaguas, Algarabía y Daily Chela. También mantiene interés por la música rock y ha escrito esporádica pero apasionadamente sobre este género musical, en particular una biografía de los Rolling Stones.

## Premios y reconocimientos
Ha sido galardonado, entre otros, con el Premio Nacional de Cuento Beatriz Espejo por “El antiguo enemigo”, el Certamen Internacional de Literatura Sor Juana Inés de la Cruz  por la novela El elefante que sonreía y el Premio Nacional de Novela Histórica Ignacio Solares por El indio Victoriano en 2024. La Estrella del Sur fue finalista en el Premio Gran Angular in 2002. La Estrella del Sur fue seleccionada por el programa Alas y Raíces para su distribución en bibliotecas de aula de escuelas públicas. Algunas de sus obras han sido traducidas al inglés, portugués y ucraniano. Gustavo Vázquez-Lozano fue dictaminador de novelas de los estudiantes del Doctorado en Creación Literaria del Casa Lamm. Desde 2021 es miembro del Sistema Nacional de Creadores de Arte.

## Obra seleccionada
Ficción
- La Estrella del Sur (2003)
- El monstruo interior (2005)
- 1914: Convención de Aguascalientes (2014)
- El elefante que sonreía (2017)
- El antiguo enemigo, incluido en la antología El espejo de Beatriz (2021)
- El indio Victoriano (2023)

No ficción
- The Rolling Stones: Bailando con el diablo (2003)
- El siglo XX en la mirada de Antonio Arias Bernal (2007), en coautoría con Genaro Zalpa y Salvador de León Vázquez
- Todo lo que quería saber sobre los presidentes de México (2013)
- Vidas en la radio (2016), en coautoría con Juan Carlos Hidalgo
- Santa Anna: The Life and Legacy of the Legendary Mexican President and General (2017) (en inglés)
- 60 años de soledad. La vida de Carlota después del imperio mexicano, 1867-1927 (2019)
- Mexico and the World Wars: The History of Germany’s Efforts to Involve Mexico (2019) (en inglés)
- The Aztec Eagles: The History of the Mexican Pilots Who Fought in World War II (2019) (en inglés)
- Chapultepec: The History and Legend of the Only Real Castle in the Americas (2019) (en inglés)
- Sixty Years of Solitude: The Life of Empress Charlotte of Mexico (2023) (en inglés)
- Los últimos héroes. La historia no contada del Escuadrón 201 (2024)